# Paweł Garwaski (zm. 1618)
Paweł Garwaski herbu Grzymała (zm. w 1618 roku) – kasztelan płocki w 1616 roku, kasztelan sierpecki w 1613 roku, starosta wyszogrodzki w 1606 roku, pisarz ziemski płocki w 1588 roku, poborca płocki w latach 1598–1599, marszałek sejmiku generalnego województwa mazowieckiego w 1605 roku. 
Poseł na sejm 1585 roku z województwa płockiego.
W czasie elekcji 1587 roku głosował najpierw na Piasta, potem na Zygmunta Wazę. Poseł województwa płockiego na sejm 1611 roku, komisarz sejmowy do (poparcia wojny moskiewskiej).
Żonaty z Dorotą Zielińską, miał synów: Hieronima i Jana oraz córki: Katarzynę i Dorotę. Był katolikiem.